# Palazzo Quesada
Il Palazzo Quesada è un palazzo storico di Sassari, situato in Piazza Tola.

## Storia
Il Palazzo Quesada, recentemente restaurato, apparteneva al nobile Don Francesco Quesada. A metà '800 risultava essere proprietà dell'Ospedale Civile di Sassari. Escluso il piano terra ha tre piani con sei aperture ciascheduno (ventiquattro in totale). Le finestre, contornate da una fascia liscia, sono architravate e al centro vi è un piacevole balcone. Il cornicione di coronamento appare decisamente aggettante.